# Розівська селищна територіальна громада
Розівська селищна територіальна громада — територіальна громада в Україні, у Пологівському районі Запорізької області. Адміністративний центр — селище Розівка.

## Історія
Громада утворена 5 квітня 2018 року шляхом об'єднання Розівської селищної ради та Азовської, Вишнюватської, Зорянської, Кузнецівської, Новозлатопільської, Новомлинівської, Солодководненської сільських рад Розівського району.

## Населені пункти
До складу громади входять 3 селища (Азов, Мирне, Розівка) та 25 сіл: Антонівка, Багатівка, Біловеж, Верхівка, Вишнювате, Вільне, Запорізьке, Зеленопіль, Зоря, Зоряне, Іванівка, Кобильне, Кузнецівка, Листвянка, Луганське, Малий Вердер, Маринопіль, Надійне, Новгород, Новодворівка, Новозлатопіль, Новомлинівка, Святотроїцьке, Солодководне та Форойс.
19 липня 2020 року, в результаті адміністративно-територіальної реформи та ліквідації Розівського району, громада увійшла до складу Пологівського району.